# Lophoturus sturmi
Lophoturus sturmi är en mångfotingart som beskrevs av Nguyen Duy-Jacquemin 2002. Lophoturus sturmi ingår i släktet Lophoturus och familjen Lophoproctidae. Inga underarter finns listade i Catalogue of Life.